# Manuel Muñoz Muñoz
Manuel Jesús Muñoz Muñoz, appelé plus simplement Manuel Muñoz (né le 28 avril 1928 à Tocopilla au Chili et mort le 17 décembre 2022) est un joueur de football chilien.